# República d'Obrers i Camperols d'Astúries
La República d'Obrers i Camperols d'Astúries (de vegades, també denominada com a República Socialista d'Astúries) va ser el règim polític que es va organitzar a la part central d'Astúries en el període que comprèn des del 5 d'octubre de 1934, data en què es va iniciar la Revolució d'Astúries, al 18 d'octubre d'aquest mateix any, data en què els treballadors asturians es van rendir a l'exèrcit de la Segona República Espanyola, sota el govern dels Radicals de Lerroux i la CEDA.